# Brauerei Bosch
Vous pouvez aider à l'améliorer ou bien discuter des problèmes sur sa page de discussion.
- Il ne cite pas suffisamment ses sources. Vous pouvez indiquer les passages à sourcer avec {{référence nécessaire}} ou {{Référence souhaitée}}, et inclure les références utiles en les liant aux notes de bas de page. (Marqué depuis mars 2021)
- Il contient une ou plusieurs listes. Le texte gagnerait à être rédigé sous la forme d’un ou plusieurs paragraphes synthétiques, afin d’être plus agréable à lire. (Marqué depuis mars 2021)

- Archive Wikiwix
- Bing
- Cairn
- DuckDuckGo
- E. Universalis
- Gallica
- Google
- G. Books
- G. News
- G. Scholar
- Persée
- Qwant
- (zh) Baidu
- (ru) Yandex
- (wd) trouver des œuvres sur Wikidata

La Brauerei BOSCH GmbH & Co KG est une brasserie à Bad Laasphe.

## Histoire

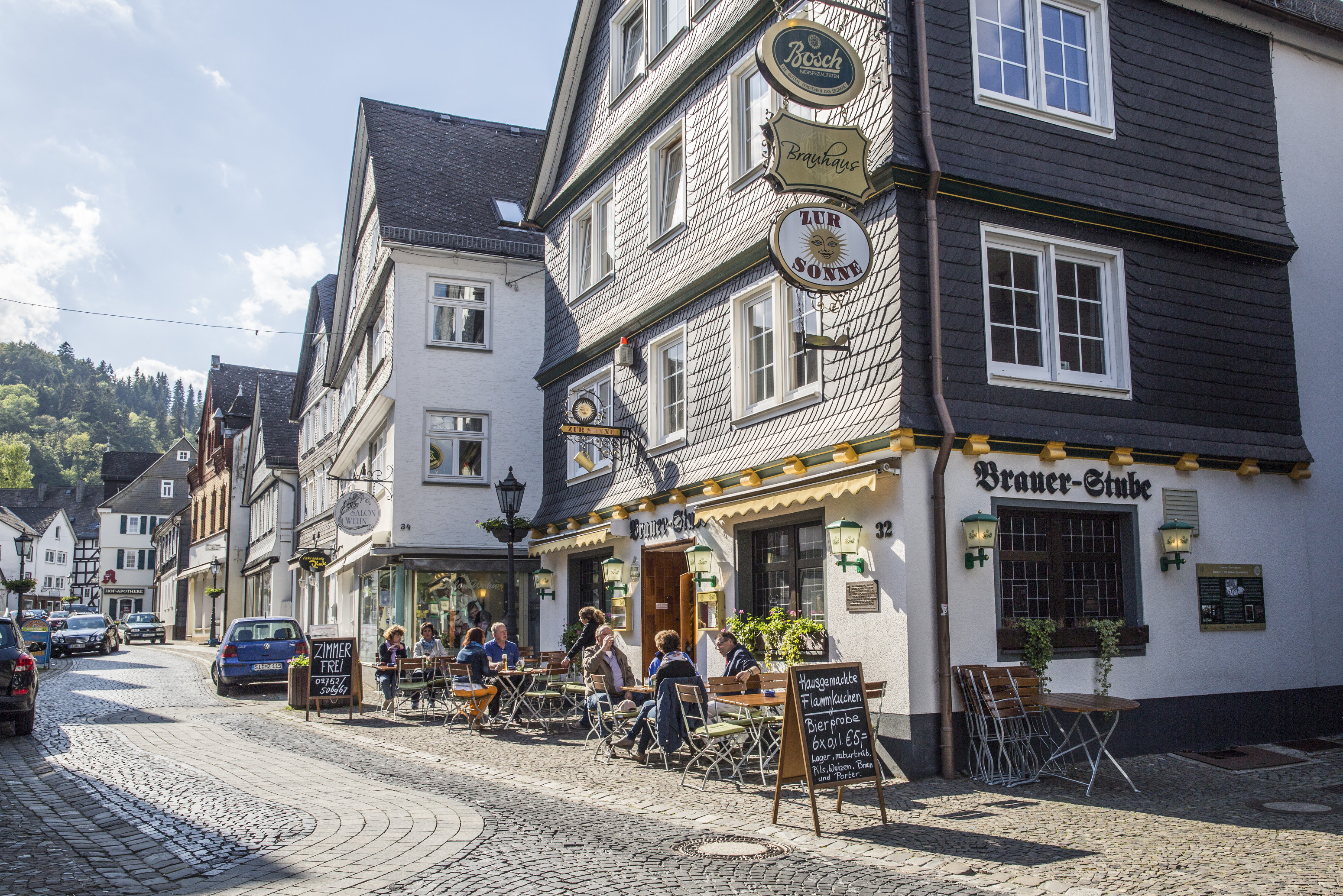
Brauhaus zur Sonne, maison ancestrale de la famille des brasseurs Bosch

En 1705, la société est fondée par le boulanger Johann Friedrich Schuppert (1661-1730). Elle est reprise par son fils Johann Friedrich Schuppert (1697-1762) et son petit-fils Christian Friedrich Schuppert (1741-1808). En raison des sols stériles, un travail est à peine suffisant pour survivre. Par conséquent, les Schuppert sont agriculteurs, boulangers, aubergistes et brasseurs.
En 1825, Georg Eberhard Bosch vient du Siegerland à Laasphe pour étudier avec Christian Friedrich Schuppert et apprendre le métier de brasseur. Par le mariage de la fille de Friedrich Christian Schuppert, la brasserie prend après sa mort le nom de Bosch.
Le 15 septembre 2007, Hans-Christian, la onzième génération, prend la direction de la brasserie privée Bosch. Le Brauereigasthof Zur Sonne est la maison ancestrale de la famille brassicole Bosch et est encore exploité aujourd'hui comme un restaurant.

## Stratégie
La brasserie Bosch se positionne délibérément comme une alternative artisanale aux brasseries industrielles voisines. Par exemple, la production de bière Bosch se passe de l'utilisation de l'extrait de houblon industriel et utilise à la place du houblon naturel sous forme de granulés. Les bières ne sont pas pasteurisées avant la mise en bouteille. Une caractéristique particulière est la longue durée de vie de la bière jusqu'à trois mois.
La brasserie a sa propre flotte de camions pour la fourniture de restauration et d'événements. La brasserie vend ses bières en particulier dans les arrondissements de Siegen-Wittgenstein, Marburg-Biedenkopf, Gießen, Hochsauerland, Lahn-Dill-Kreis ainsi que dans la région Mayence-Wiesbaden.
Pour le marché national et international, les bières sont produites sous la marque Propeller Getränke, pour laquelle une GmbH formellement indépendante est fondée.

## Production
La brasserie Bosch brasse les bières suivantes :
Bosch
- Pils
- Braunbier
- Lager
- Naturtrüb (Zwickelbier mousseuse)
- Porter : Schwarze Magie, une Schwarzbier fermenté à basse température avec 5,3 % d'alcool et un moût de 13,3 %
- Weizenbier
- Sans alcool
- Doppelbock (saisonnière)
- Maibock (saisonnière)

Propeller
- Aufwind, une India Pale Ale avec 6,5 % d'alcool
- Nachtflug, une Imperial Stout avec 9,1 % d'alcool
- Turbo Prop, une Imperial Pils avec 6,5 % d'alcool
- Looping, une Red Ale avec 6,5 % d'alcool

Bergmann
Export, Spezialbier, Pils et Schwarzbier. Ces bières sont brassées et embouteillées au nom de Dortmunder Bergmann Brauerei.